# Maros megye természetvédelmi területeinek listája
Maros megye természetvédelmi területeinek listája azokat a természetvédelmi területeket tartalmazza, amelyek a romániai Maros megyében találhatóak, és országos jelentőségűnek minősülnek az 5/2000 számú törvény értelmében.
| Kód       | Kép | Magyar elnevezés                                    | Román elnevezés                                            | Helység                                          | IUCN- kategória | Típus     | Terület (ha) |
| --------- | --- | --------------------------------------------------- | ---------------------------------------------------------- | ------------------------------------------------ | --------------- | --------- | ------------ |
| RONPA0644 |     | Mezőzáhi Sztyeppei bazsarózsa rezervátum            | Rezervația de bujori Zau de Câmpie                         | Mezőzáh Mezőceked                                | IV              | botanikai | 3,48         |
| RONPA0657 |     | Breite-i évszázados tölgyrezervátum                 | Stejarii seculari de la Breite                             | Segesvár                                         | IV              | erdészeti | 70           |
| RONPA0654 |     | Görgényszentimrei nárciszmező rezervátum            | Poiana narciselor Gurghiu                                  | Görgényszentimre                                 | IV              | botanikai | 3            |
| RONPA0645 |     | Mocsári évszázados tölgyerdő rezervátum             | Pădurea Mociar                                             | Görgényszentimre, Görgényoroszfalu, Felsőbölkény | IV              | erdészeti | 48           |
| RONPA0653 |     | Medve-tó és a sós sziklák erdőségei                 | Lacul Ursu și arboretele de pe sărături                    | Szováta                                          | III             | vegyes    | 35,50        |
| RONPA0889 |     | Isten széke természetvédelmi rezervátum             | Scaunul Domnului                                           | Ratosnya                                         | IV              | vegyes    | 50           |
| RONPA0890 |     | Mező-havas vadvédelmi rezervátum                    | Seaca                                                      | Libánfalva, Szováta                              | IV              | vegyes    | 815          |
| RONPA0646 |     | Szabédi erdő tájvédelmi rezervátum                  | Pădurea Săbed                                              | Szabéd                                           | IV              | vegyes    | 59,30        |
| RONPA0651 |     | Erdőszentgyörgyi Chamaecyparis Lawsoniana arborétum | Arboretul de Chamaecyparis lawsoniana Sângeorgiu de Pădure | Erdőszentgyörgy                                  | IV              | erdészeti | 5,80         |
| 2638      |     | Déda-Maroshévíz Tájrezervátum                       | Defileul Deda - Toplița                                    | Déda, Ratosnya, Palotailva, Gödemesterháza       | IV              | vegyes    | 6000         |
| RONPA0649 |     | Keresdi kocsányos tölgy rezervátum                  | Rezervația de stejar pufos                                 | Keresd                                           | IV              | erdészeti | 11,90        |
| RONPA0648 |     | Faragói tavak természetvédelmi területe             | Lacul Fărăgău                                              | Faragó                                           | IV              | vegyes    | 35,50        |
| RONPA0647 |     | Tarka liliom rezervátum                             | Lalelele pestrițe Vălenii de Mureș                         | Marosvécs                                        | IV              | botanikai | 2,25         |
| RONPA0650 |     | Dél-Kelemen Nemzeti Park                            | Molidul de rezonanță din Pădurea Lăpușna                   | Libánfalva                                       | IV              | erdészeti | 77,80        |
| RONPA0658 |     | Erdőszentgyörgyi tölgyrezervátum                    | Stejarii seculari de la Sângeorgiu de Mureș                | Erdőszentgyörgy                                  | IV              | erdészeti | 0,10         |

## Fordítás
Ez a szócikk részben vagy egészben  a   Lista rezervaţiilor naturale din judeţul Mureș című román Wikipédia-szócikk ezen változatának fordításán alapul.  Az eredeti cikk szerkesztőit annak laptörténete sorolja fel. Ez a jelzés csupán a megfogalmazás eredetét és a szerzői jogokat jelzi, nem szolgál a cikkben szereplő információk forrásmegjelöléseként.